# سیارک ۵۵۰۹
سیارک ۵۵۰۹ (به انگلیسی: 5509 Rennsteig، نامگذاری:1988RD3) پنج هزار و پانصد و نهمین سیارک کشف شده‌است که در ۸ سپتامبر ۱۹۸۸ کشف شد.
قدر مطلق سیارک برابر ۱۴٫۶۰ است.